# USAC-Saison 1960
Die USAC-Saison 1960 war die 39. Meisterschaftssaison im US-amerikanischen Formelsport. Sie begann am 10. April in Trenton und endete am 20. November in Phoenix. A.J. Foyt sicherte sich den Titel.

## Rennergebnisse
| Nr. | Datum         | Veranstaltung (Rennstrecke)                                          | Meilen | Sieger        | Siegerteam           |
| --- | ------------- | -------------------------------------------------------------------- | ------ | ------------- | -------------------- |
| 1   | 10. April     | Trenton 100 (Trenton International Speedway) (O)                     | 100    | Rodger Ward   | Watson-Offenhauser   |
| 2   | 30. Mai       | International 500 Mile Sweepstakes (Indianapolis Motor Speedway) (O) | 500    | Jim Rathmann  | Watson-Offenhauser   |
| 3   | 05. Juni      | Rex Mays Classic (The Milwaukee Mile) (O)                            | 100    | Rodger Ward   | Watson-Offenhauser   |
| 4   | 19. Juni      | Langhorne 100 (Langhorne Speedway) (UO)                              | 100    | Jim Hurtubise | Kuzma-Offenhauser    |
| 5   | 20. August    | Springfield 100 (Illinois State Fairgrounds) (UO)                    | 100    | Jim Packard   | Lesovsky-Offenhauser |
| 6   | 28. August    | Milwaukee 200 (The Milwaukee Mile) (O)                               | 200    | Len Sutton    | Watson-Offenhauser   |
| 7   | 05. September | Ted Horn Memorial (DuQuoin State Fairgrounds) (UO)                   | 100    | A.J. Foyt     | Mesowski-Offenhauser |
| 8   | 10. September | Syracuse 100 (New York State Fairgrounds) (UO)                       | 100    | Bobby Grim    | Mesowski-Offenhauser |
| 9   | 17. September | Hoosier Hundred (Indiana State Fairgrounds) (UO)                     | 100    | A.J. Foyt     | Mesowski-Offenhauser |
| 10  | 25. September | Trenton 100 (Trenton International Speedway) (O)                     | 100    | Eddie Sachs   | Kuzma-Offenhauser    |
| 11  | 30. Oktober   | Golden State 100 (California State Fairgrounds) (UO)                 | 100    | A.J. Foyt     | Mesowski-Offenhauser |
| 12  | 20. November  | Bobby Ball Memorial (Arizona State Fairgrounds) (UO)                 | 100    | A.J. Foyt     | Mesowski-Offenhauser |

- Erklärung: O: Oval, UO: unbefestigtes Oval

## Fahrer-Meisterschaft (Top 10)
| 1. | A.J. Foyt         | 1680 |
| 2. | Rodger Ward       | 1390 |
| 3. | Don Branson       | 1220 |
| 4. | Jim Rathmann      | 1000 |
| 5. | Tony Bettenhausen | 940  |

| 6.  | Gene Force     | 830 |
| 7.  | Johnny Thomson | 800 |
| 8.  | Len Sutton     | 780 |
| 9.  | Lloyd Ruby     | 710 |
| 10. | Jim Packard    | 700 |